# Čovek koji je pripovedao priče
Čovek koji je pripovedao priče je 4. epizoda strip serijala Priče iz baze "Drugde" premijerno objavljena u Srbiji u #35. obnovljene edicije Zlatne serije koju je pokrenuo Veseli četvrtak. Sveska je izašla 13. januara 2022. god. i koštala 430 dinara (3,65 €, 4,12 $). Epizoda je imala ukupno 174 strane. Korice A (originalne) nacrtao je Đankarlo Alesandrini, a korice B Zoran Janjetov.

## Originalna epizoda
Ova epizoda objavljena je premijerno u Italiji kao #4 godišnje edicije pod nazivom L' uomo che raccontava le sue storie . Originalno je izašla 31. oktobra 2001. Scenario je napisao Alfredo Kasteli, a nacrtao Spada Dante. Koštala je 7.000 lira, tj. 3,62 €.